# 고조섬

고조 섬의 위치

고조 섬의 문장

고조섬(영어: Gozo Island) 또는 아우데시섬(몰타어: Għawdex 아우데시)은 지중해의 섬나라인 몰타 공화국에 있는 섬이다. 몰타 공화국 최대의 섬 몰타섬의 서북쪽에 위치한다. 면적 67 km2, 인구 31,232명이다(2021년 기준). 중심도시는 빅토리아이다. 기원전 5000년경부터 사람이 살기 시작한 섬으로, 역사 깊은 유적도 남아 있다.

## 같이 보기
- 몰타
- 몰타의 지리
- 몰타섬
- 코미노섬
- 몰타어